# Strohschuh

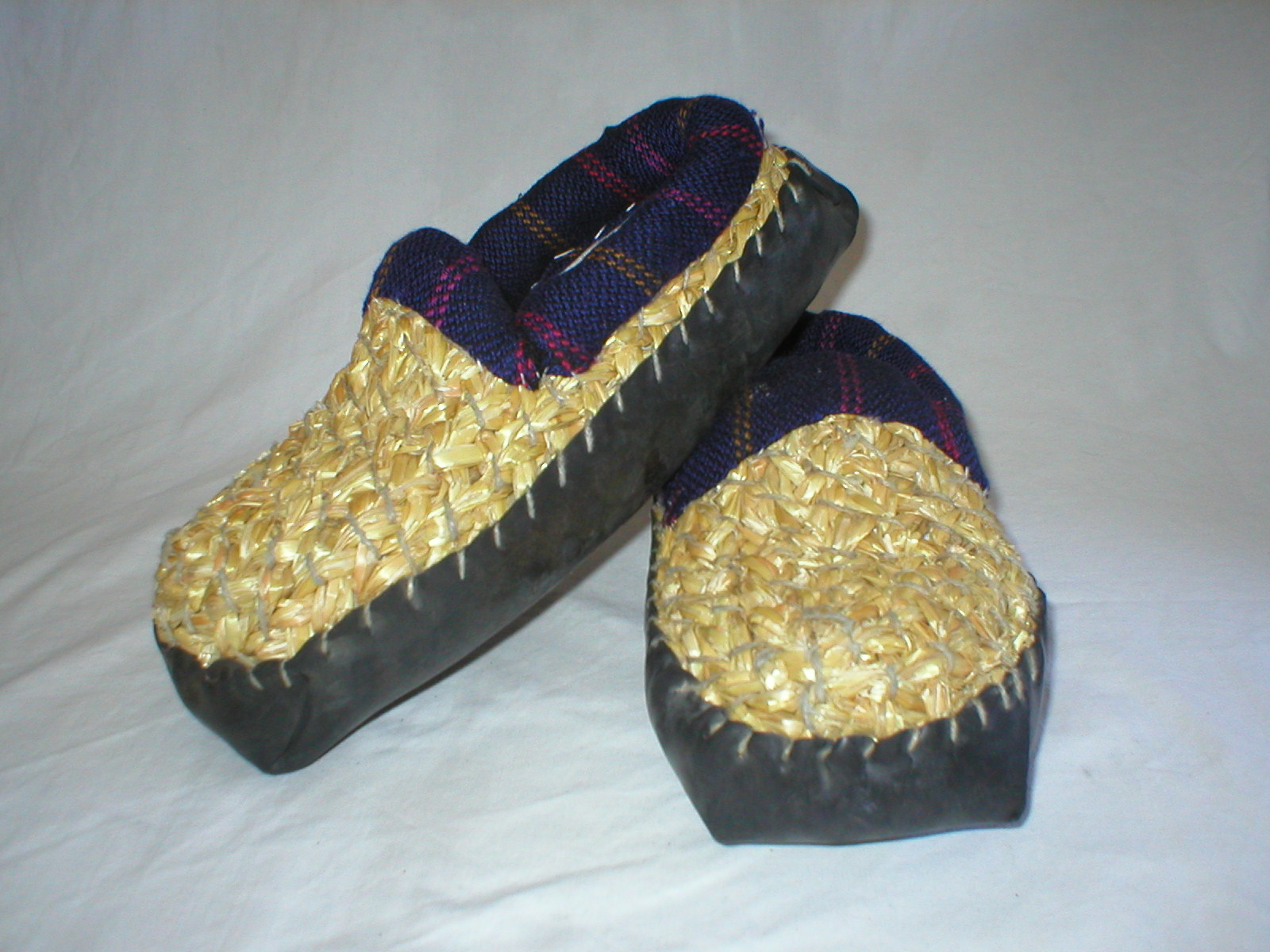
Strohschuhe aus dem Schwarzwald

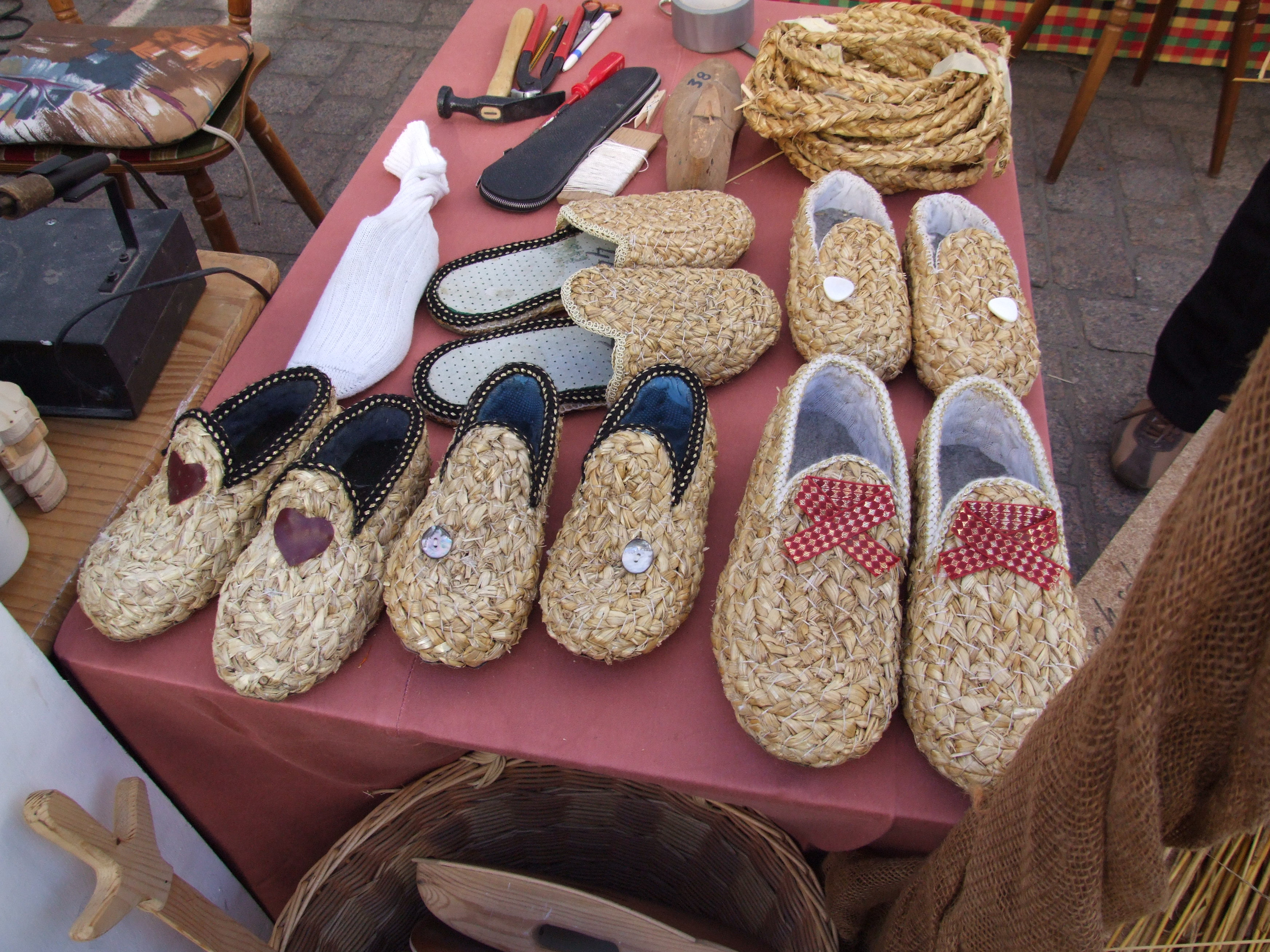
Strohschuhe aus dem Hunsrück

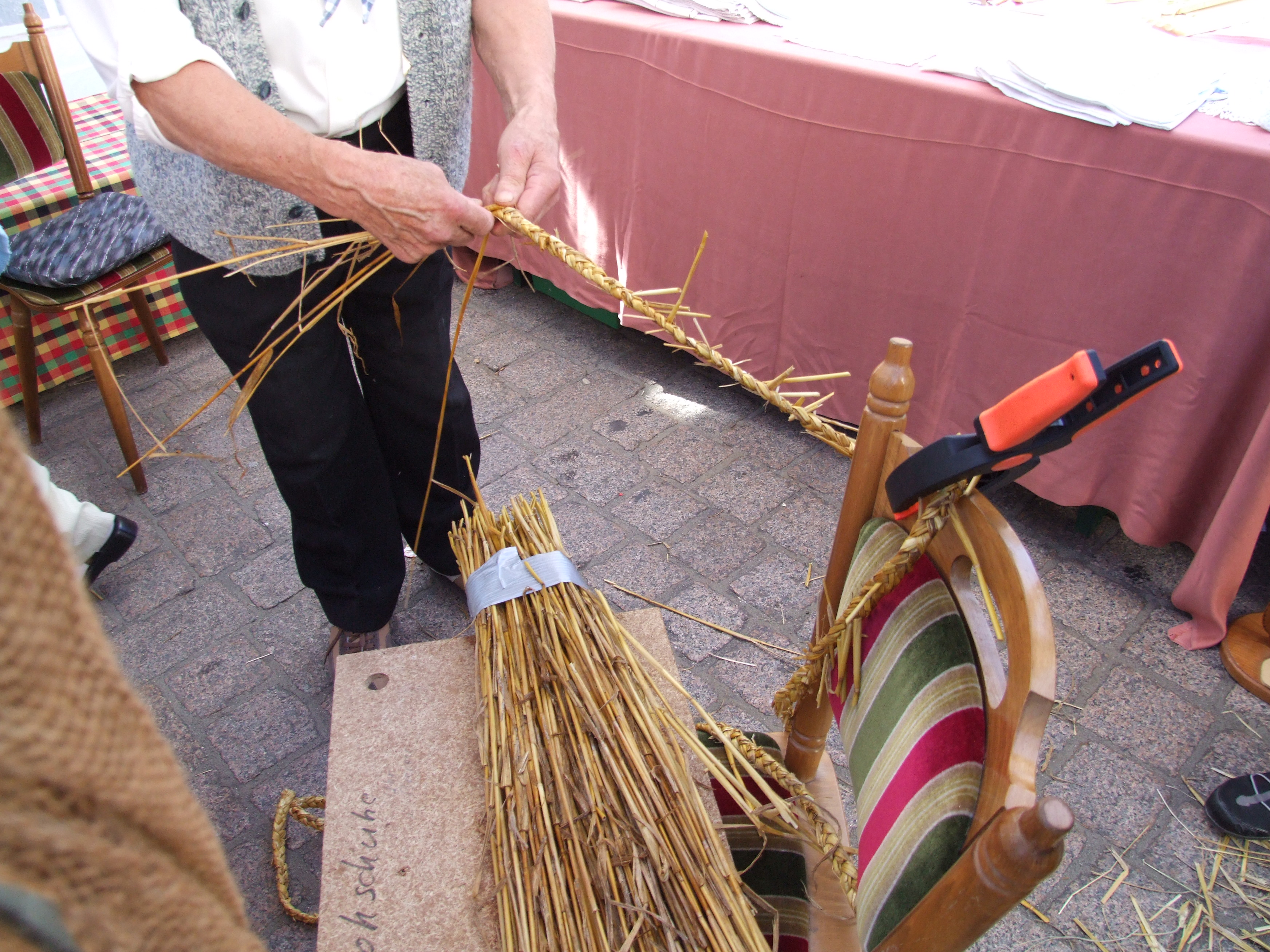
Flechten eines Strohseiles aus trockenem Stroh durch einen Handwerker aus dem Hunsrück

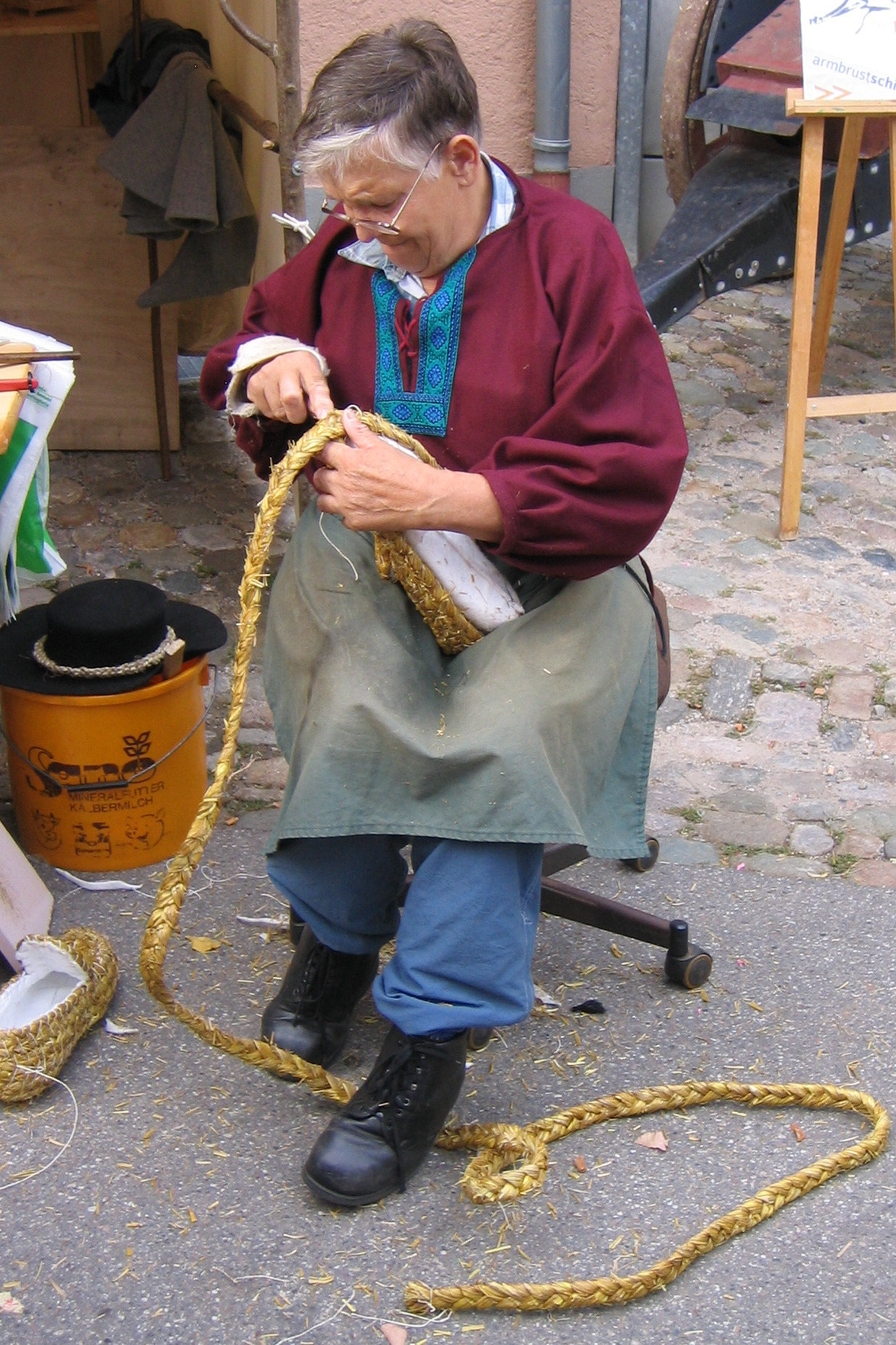
Strohschuhfertigung im Schwarzwald

Der Strohschuh war die traditionelle Fußbekleidung der Landbevölkerung im Schwarzwald. Er besteht aus geflochtenem Roggen- oder Maisstroh, die Herstellung erfolgte im Winter durch die Bäuerinnen. Heute werden Strohschuhe hauptsächlich als Hausschuhe und zu Fasnachtsumzügen getragen.
Damit das Stroh geflochten werden kann, muss es über mehrere Stunden im Wasser eingeweicht werden, um es weich und geschmeidig zu machen. Das weiche Stroh wird dann zu einer Art Seil geflochten.
Ein weiteres Gebiet, in dem Strohschuhe gefertigt wurden, ist der Hunsrück. Dort wurde aber trockenes Stroh zu Strohseilen geflochten. Diese sind dann das Rohmaterial, aus denen die Schuhe zusammengenäht werden.

## Herstellung
Wie bei der Herstellung anderer Schuhe auch, wird zur Formgebung ein sogenannter Holzleisten verwendet. Von der Größe des Leistens ist die spätere Größe des Strohschuhes abhängig.
Der Leisten wird – meist in mehreren Lagen – mit einem Stoff umlegt, der zur Isolierung dient und an dem später der geflochtene Strohstrang angenäht wird. Der Stoff bildet also das Futter des Strohschuhs. Nach dem Herausziehen des Leisten wird um den Rand des Einschlupfes ein Saum aus dünnem Stoff genäht, der sogenannte Einbendling.
Um die Füße vor Nässe zu schützen, wird an der Unterseite ein Stück Leder – heutzutage aber auch Gummi – angenäht, das bis an die Seiten hochgezogen wird.
Zur Herstellung eines Paares Strohschuhe braucht man rund 10–12 m Strohgeflecht und etwa vier Stunden.

## Japan
In Japan wurden die Waraji genannten Flechtsandalen häufig aus Reisstroh hergestellt. In Korea werden Sandalen aus Stroh als Jipsin bezeichnet.